# المشارفة (حيران)

تعديل مصدري - تعديل

المشارفة هي إحدى الأسر العريقة في حيران   عزلة الدير بمديرية حيران التابعة لمحافظة حجة، بلغ تعداد سكانها 747 نسمة حسب تعداد اليمن لعام 2004.